# Lindenallee 7 (Köln)

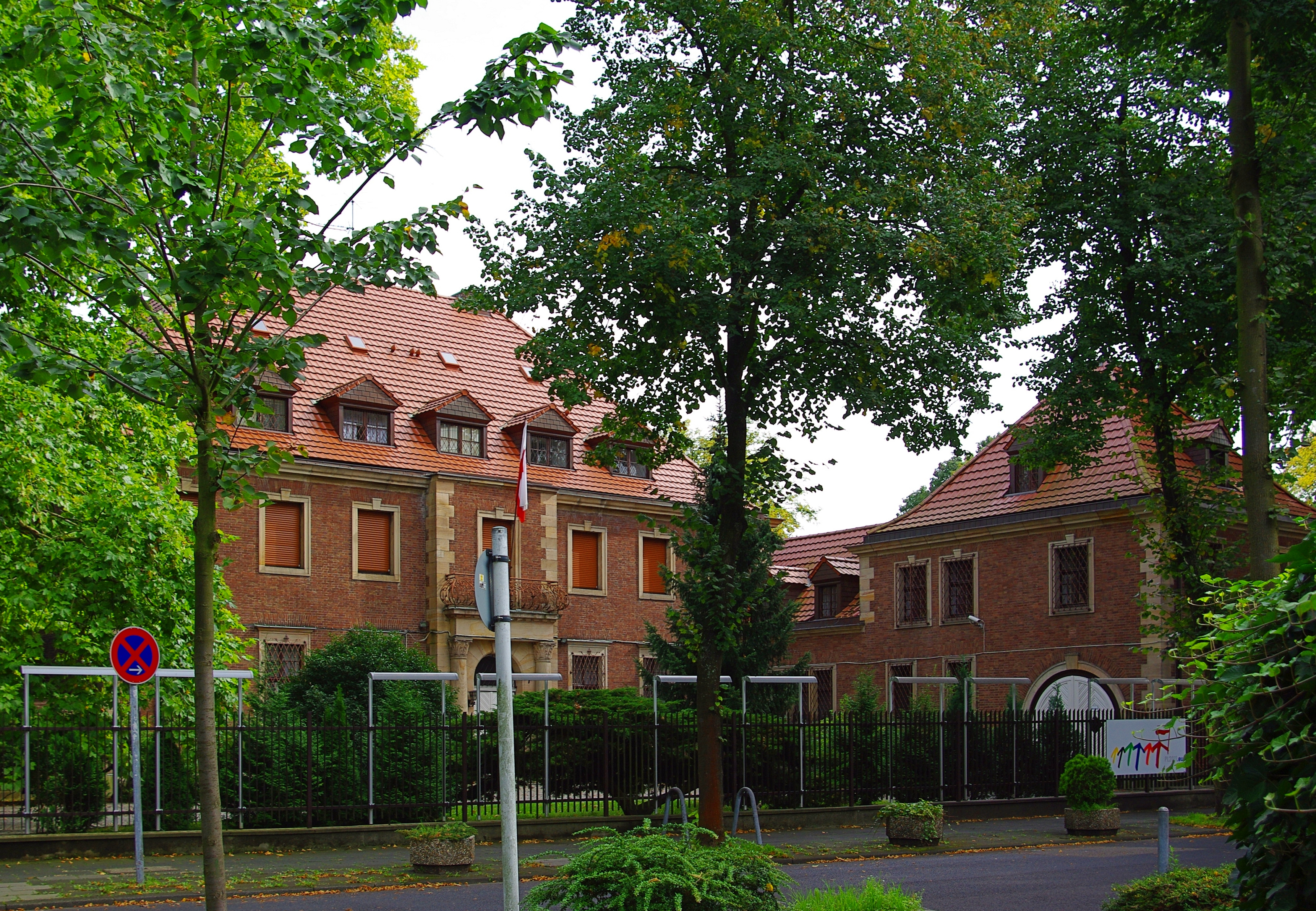
Villa Lindenallee 7 (2011)

Die Villa Lindenallee 7, auch bekannt als Villa Neuerburg, ist ein unter Denkmalschutz stehendes Baudenkmal im Kölner Stadtteil Marienburg, das 1924/25 errichtet wurde und zur Villenkolonie Köln-Marienburg gehört.

## Geschichte
Die Villa entstand für den Bauherrn Heinrich Neuerburg (1883–1956), einen 1921 nach Köln übergesiedelten Tabakfabrikanten und Generalkonsul von Griechenland, nach einem Entwurf des Architekten Emil Felix. 1925 wurde das zweigeschossige und siebenachsige Gebäude im englischen Landhausstil sowie in Anlehnung an Herrenhäuser des 19. Jahrhunderts, das auch über einen angebauten und ein- bis zweigeschossigen Wirtschaftsteil verfügt, fertiggestellt. Die Fassade besteht aus Klinker und ist mit Kirchheimer Muschelkalk gegliedert. Die künstlerische Ausgestaltung erfolgte wahrscheinlich durch den ebenfalls in Marienburg wohnenden österreichischen Bildhauer Wolfgang Wallner, der diese auch für die Zentrale der Zigarettenfirma Haus Neuerburg übernahm. Die schmiedeeisernen Arbeiten wurden von Carl Wyland ausgeführt. Im Nachgang erhielt das Gebäude 1927/28 im Erdgeschoss eine rückwärtige Erweiterung durch zwei Erker.

„Geschickt suggerierte der Architekt eine über Jahrhunderte gewachsene Anlage, die sich zur Straße hin wie eine Burg und gartenseitig wie ein Schloss präsentiert.“

Nachdem die Villa im Zweiten Weltkrieg nur geringfügige Schäden am Dach erlitten hatte, kam es 1959 zu den ersten baulichen Veränderungen. Das bisherige Schieferdach wurde renoviert, erhielt dabei eine andere Neigung (damit verbunden veränderte Gauben) und eine Deckung durch Dachpfannen. Entfernt wurden die oberhalb des Portals sowie eines Seitenportals befindlichen Giebel.
Von Januar 1962 bis Februar 1979 diente die Villa als Sitz des Deutschlandfunks, der sie zum Funkhaus umgebaut hatte. 1980 richtete die damalige Volksrepublik Polen in dem Anwesen die Kanzlei ihrer Botschaft in der Bundesrepublik Deutschland am Regierungssitz Bonn ein. Zu diesem Zweck entstand auf dem Grundstück auch ein Gästehaus. Die Eintragung der Villa einschließlich der Parkanlage in die Denkmalliste der Stadt Köln erfolgte am 3. Juli 1986. 1993 ging sie auch in den Besitz Polens über.
1999 zog die polnische Botschaft im Zuge der Verlegung des Regierungssitzes nach Berlin um. In der Villa wurde darauf ein Generalkonsulat Polens belassen. Einer breiten Öffentlichkeit wurde sie durch die Konzertreihe Marienburger Matinee bekannt. 2012 wurden Planungen für eine Aufgabe der Villa und eine Verlegung des Generalkonsulats innerhalb Kölns bekannt. Anfang Dezember 2013 zog es in Büroräume am Mediapark um, zugleich wurde das Anwesen einschließlich einer Grundstücksfläche von 8.890 m² öffentlich zum Verkauf ausgeschrieben. Nachdem die erste Ausschreibung erfolglos geblieben war, wurde im Mai 2014 eine neue und eine weitere im September 2014 eingeleitet. Im Frühjahr 2015 wurde die Liegenschaft an einen Projektentwickler verkauft, der auf dem Gelände die Errichtung hochwertiger Wohnungen beabsichtigt.